# Ligne Kawagoe
La ligne Kawagoe (川越線, Kawagoe-sen) est une ligne ferroviaire du réseau JR East au Japon. Elle relie les gares d'Ōmiya et Komogawa dans la préfecture de Saitama.

## Histoire
Une ligne reliant Ōmiya à Kawagoe puis continuant vers la ligne Hachikō à Komagawa a été proposée en mars 1920. La construction commença en septembre 1935 et la ligne fut inaugurée le 22 juillet 1940.

## Caractéristiques

### Ligne
- Longueur : 30,6 km
- Ecartement : 1 067 mm
- Nombre de voies : Voie unique

### Tracé
|  |

### Services et interconnexions
Il n'y a pas de service continu sur l'ensemble de la ligne, le changement se fait à la gare de Kawagoe.
Les trains effectuant leur service entre Kawagoe et Ōmiya continuent presque tous sur la ligne Saikyō jusqu'à la gare d'Ōsaki ou la gare de Shin-Kiba (via la ligne Rinkai).
Les trains effectuant leur service entre Kawagoe et Komagawa continuent pour la moitié d'entre eux sur la ligne Hachikō jusqu'à la gare de Hachiōji.

### Liste des gares
| Gare             | Nom japonais | Distance depuis Ōmiya (km) | Correspondances | Ville   |
| ---------------- | ------------ | -------------------------- | --- | ------- |
| Ōmiya            | 大宮         | 0                          | JR East Shinkansen : Akita, Jōetsu, Hokuriku, Tōhoku, Yamagata JR East : Keihin-Tōhoku, Saikyō (interconnexion), Shōnan-Shinjuku, Takasaki, Tōhoku Tōbu : Urban Park Saitama New Urban Transit : New Shuttle | Saitama |
| Nisshin (ja)     | 日進         | 3,7                        | | Saitama |
| Nishi-Ōmiya      | 西大宮       | 6,3                        | | Saitama |
| Sashiōgi         | 指扇         | 7,7                        | | Saitama |
| Minami-Furuya    | 南古谷       | 12,4                       | | Kawagoe |
| Kawagoe          | 川越         | 16,1                       | Tōbu : Tōjō Seibu : Shinjuku (gare de Hon-Kawagoe) | Kawagoe |
| Nishi-Kawagoe    | 西川越       | 18,7                       | | Kawagoe |
| Matoba           | 的場         | 20,9                       | | Kawagoe |
| Kasahata         | 笠幡         | 23,8                       | | Kawagoe |
| Musashi-Takahagi | 武蔵高萩     | 27,0                       | | Hidaka  |
| Komogawa         | 高麗川       | 30,6                       | JR East : Hachikō (interconnexion) | Hidaka  |

## Materiel roulant

### Actuel
La partie ouest (section Komagawa - Kawagoe), interconnectée avec la ligne Hachikō, est assurée par les modèles suivants :
- série 209-3100
- série 209-3500 : circule sur la ligne depuis le 7 mai 2018[1] (ex 209-500 transformés et transférés depuis la ligne Chūō-Sōbu)
- série E231-3000 : circule sur la ligne depuis le 19 février 2018[2] (ex E231-0 transformés et transférés depuis la ligne Chūō-Sōbu)

La partie est (section Kawagoe - Ōmiya), interconnectée avec les lignes Saikyō et Rinkai, est assurée par les modèles suivants :
- série E233-7000
- série 70-000 : ces trains appartiennent à la compagnie Tokyo Waterfront Area Rapid Transit (TWR).

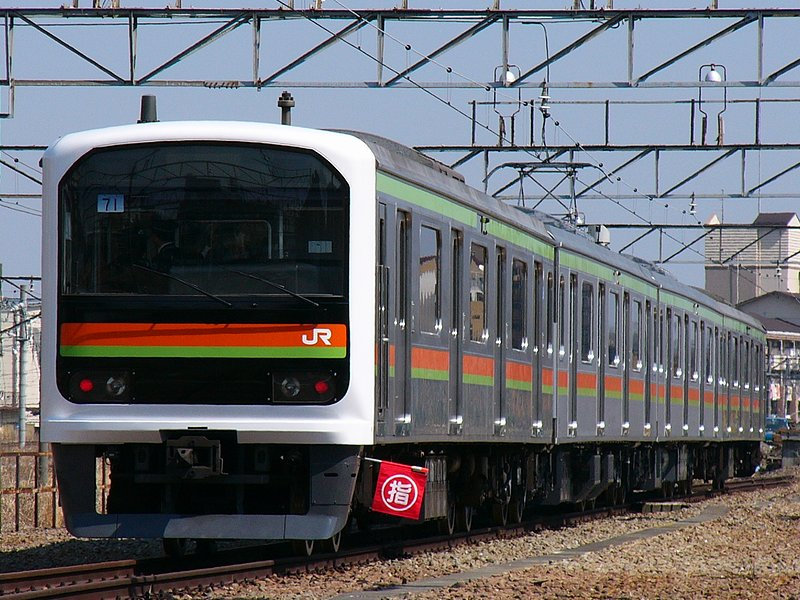
JR série 209-3100
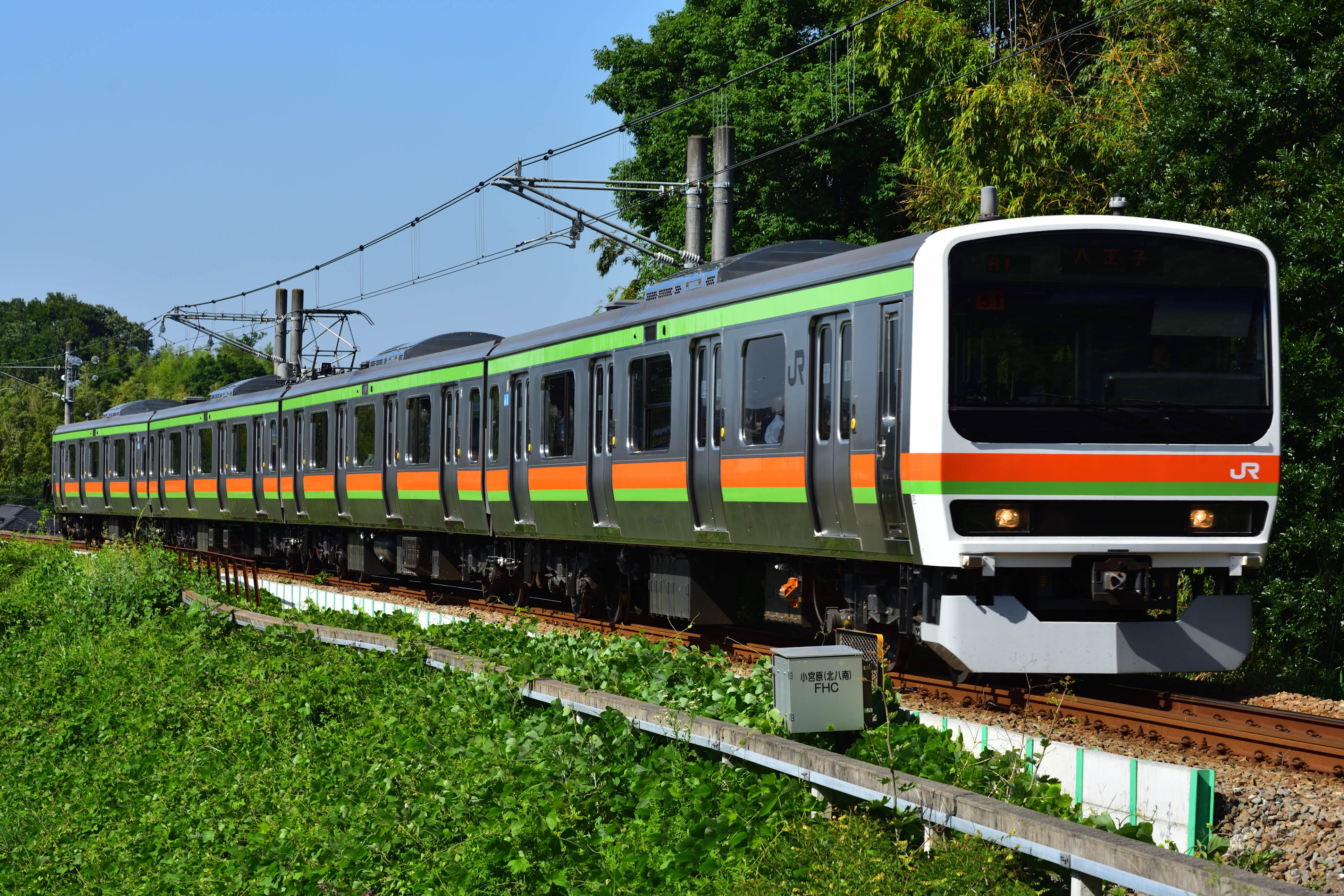
JR série 209-3500
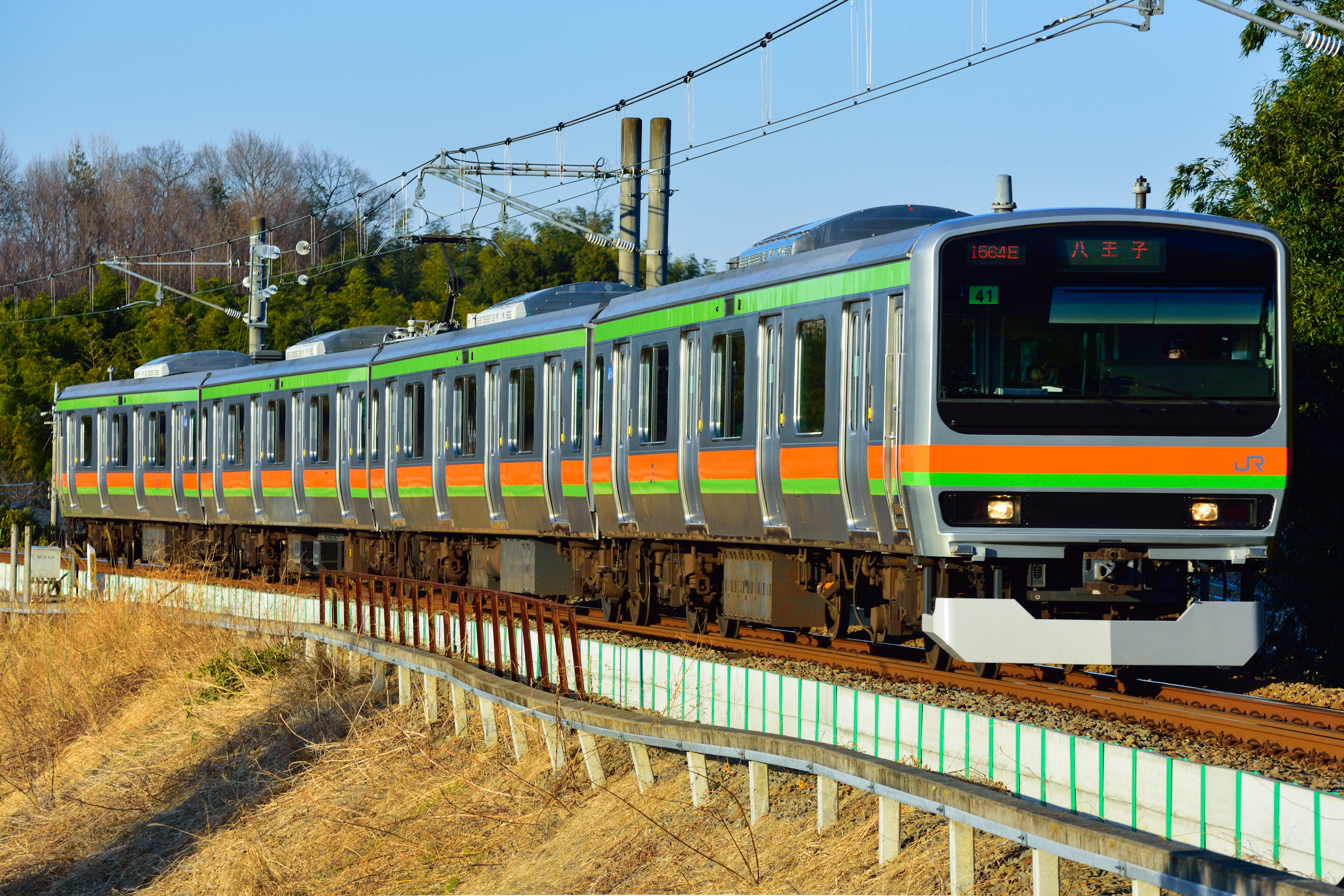
JR série E231-3000
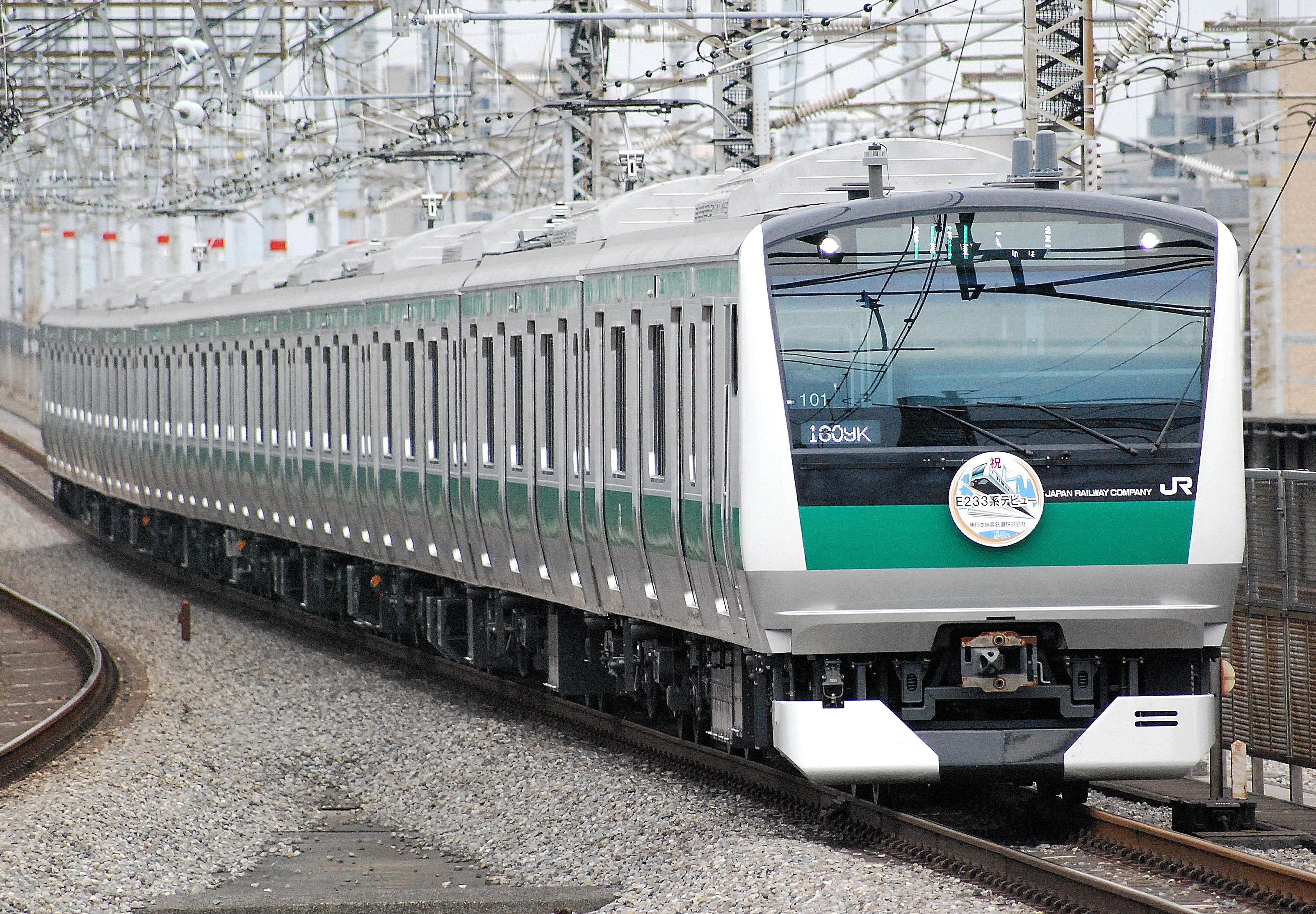
JR série E233-7000
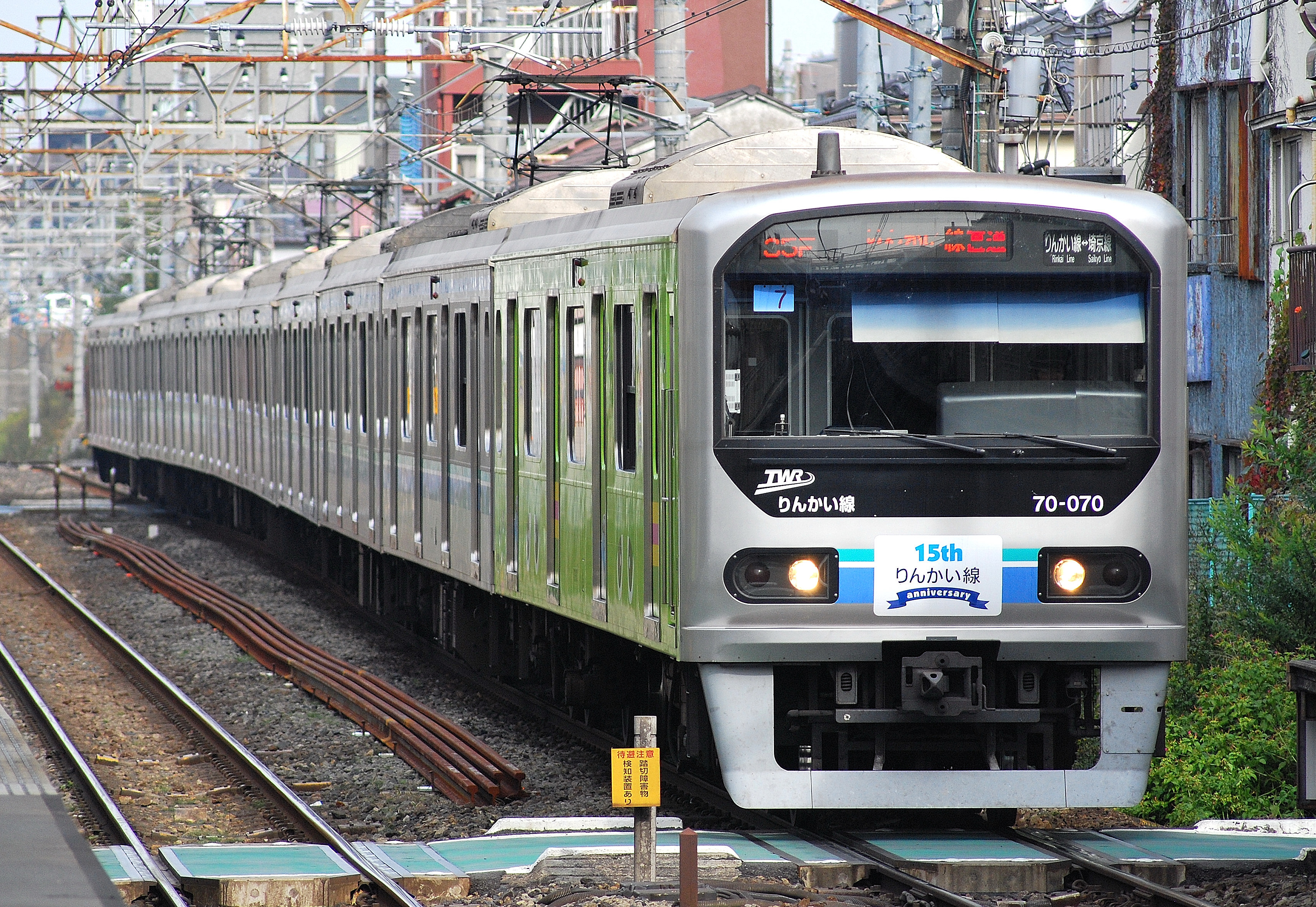
TWR série 70-000

### Ancien

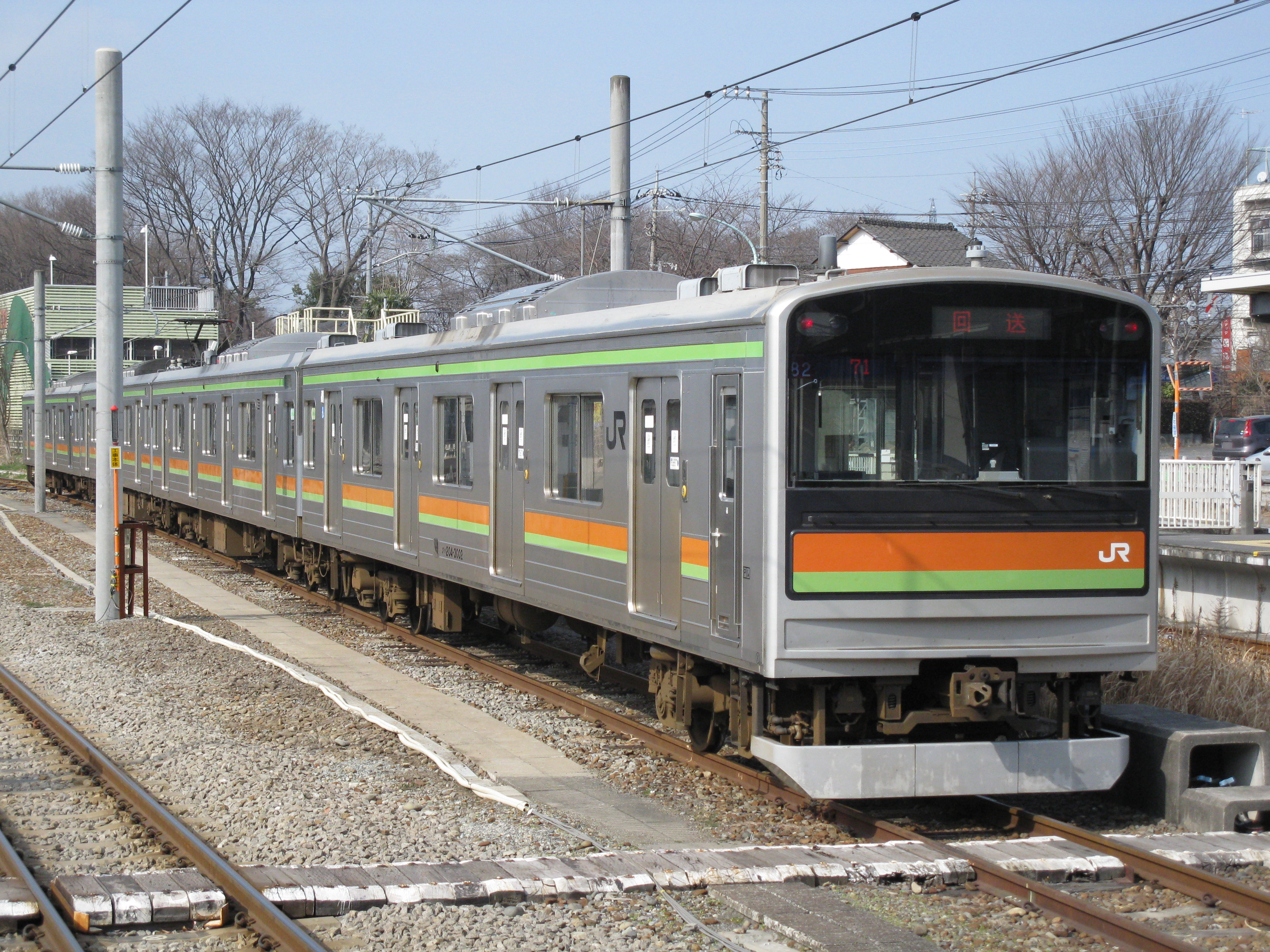
JR série 205-3000
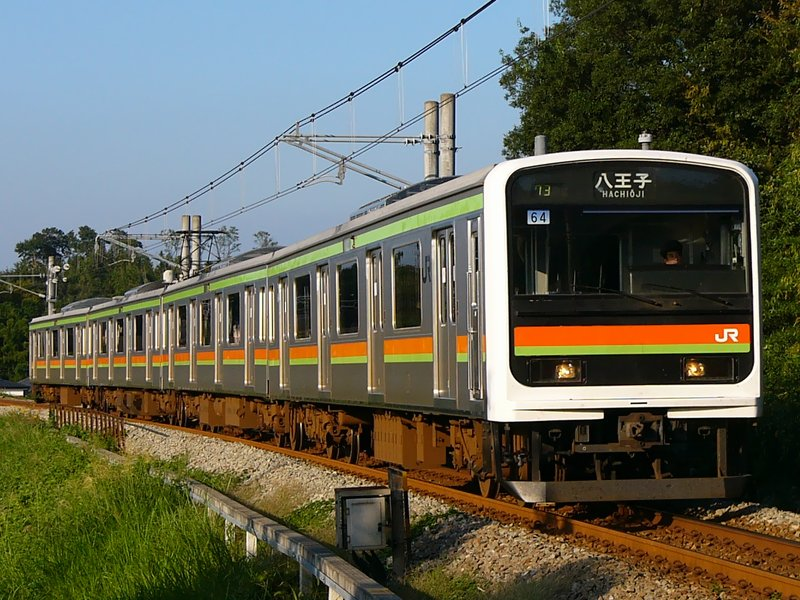
JR série 209-3000